# 红蝽科
红蝽科（學名：Pyrrhocoridae），又名星椿象科、红𧔠科，是半翅目紅蝽總科下的一個科，為一類陸生的椿象，在全世界包括超過800個物種。本科物種有不少都是紅色，因而得名。本科物種與長蝽科物種很相似，但本科物種並没有单眼。部分物種以棉花為棲息處，其進食行為會在棉花上留下無法清除的黃棕色的污跡。
在中欧，本科只有1个属和两个种：當中普通紅蝽甚至已擴散至歐洲其他地區。

## 描述
成熟的红蝽有9-13毫米长。在常见的红蝽种类里，其翅膀有着亮红色和黑色的花纹。另外，其颜色会随着温度的变化而变化。原因是温度影响着角质层上色素的构成。同样，在红蝽的发育过程中（期间幼虫会五次蜕皮），翅膀的颜色也可以改变。
前翅的膜只有一到兩個細胞的厚度，從中出現約7-8個分支的翅脈，最後融合在一起，同時主脈到達翼的邊緣。

## 食物
红蝽是植食性的，主要吃掉落了的锦葵目植物，如椴树的种子。有些物種也会袭击其他昆虫、或者吃昆虫的尸体：Raxa nishidai就是一種會以另一種紅蝽Melamphaus faber為食；而頸紅蝽則以其他昆蟲為食，包括Dysdercus cingulatus。
红蝽并不全都会对植物构成伤害：只有少數為對農作為有害的害蟲。Dysdercus suturellus為其中之一，為禍美国南方的棉花田；在熱帶亞洲相對應的物種是Dysdercus cingulatus。這兩種紅蝽都會令棉花的纖維破損或染污。
儘管如此，它们成群出现的習性，也会招致人们的厌恶。

## 生態

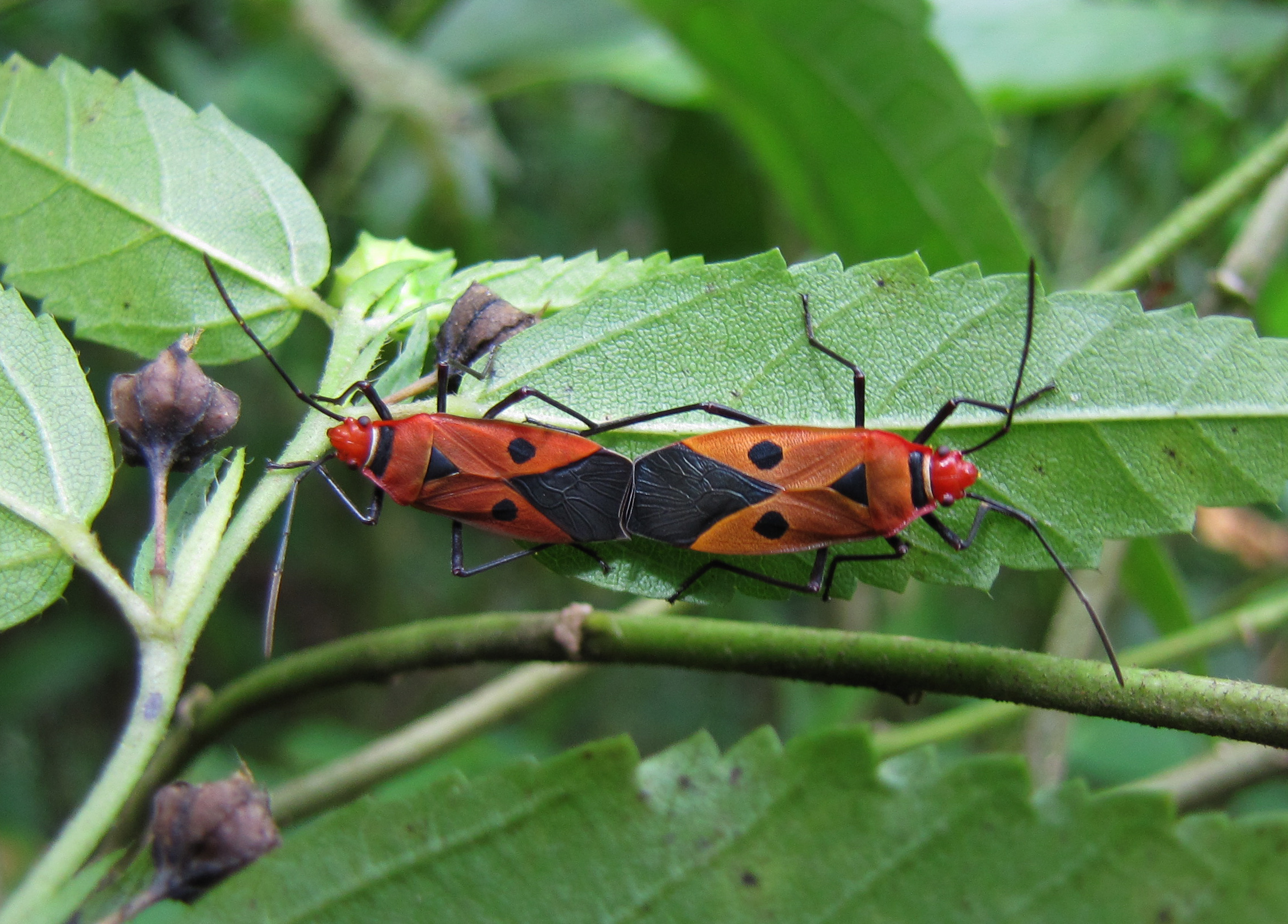
在印度出現，正在交配的Dysdercus cingulatus

在東亞棲息的Dindymus rubiginosus

自从3月份天气转温暖後，成熟的红蝽会离开它们地面上过冬的营地，并且为4月和5月的交配期做准备。

## 屬
本科包括多個屬，分别如下：
- Abulfeda
- Aderrhis
- Aeschines
- 頸紅蝽屬 Antilochus
- Armatillus
- Callibaphus
- Courtesius
- Cenaeus
- Delecampius
- Dermatinus
- 光紅蝽屬 Dindymus
- Dynamenais
- 棉紅蝽屬（英语：Dysdercus） Dysdercus（英语：Dysdercus）
- Ectatops
- 銳紅蝽屬（英语：Euscopus） Euscopus（英语：Euscopus）[6]
- Froeschnerocoris[7]
- Gromierus
- Indra
- Jourdainana
- Leptophthalmus
- Melamphaus
- Myrmoplasta
- Neodindymus
- Neoindra
- Probergrothius （原作Odontopus，但這個名稱已被其他物種使用[4]）
- Pyrrhocoris
- Pyrrhopeplus
- Raxa
- Roscius (genus)
- Saldoides
- Scantius
- Schmitziana
- Sericocoris
- Siango
- Sicnatus
- Stictaulax
- Syncrotus

## 外部連結
- 維基物種上的相關：红蝽科
- Dysdercus suturellus, cotton stainer （页面存档备份，存于） on the UF / Institute of Food and Agricultural Sciences Featured Creatures Web site